# Karl Ferdinand Braun
Karl Ferdinand Braun (Fulda, 6 de junho de 1850 — Nova Iorque, 20 de abril de 1918) foi um físico alemão.

## Vida
Ferdinand Braun nasceu em Fulda, Hesse, em 6 de junho de 1850. Foi educado na Universidade de Marburgo e recebeu um doutorado pela Universidade de Berlim em 1872.

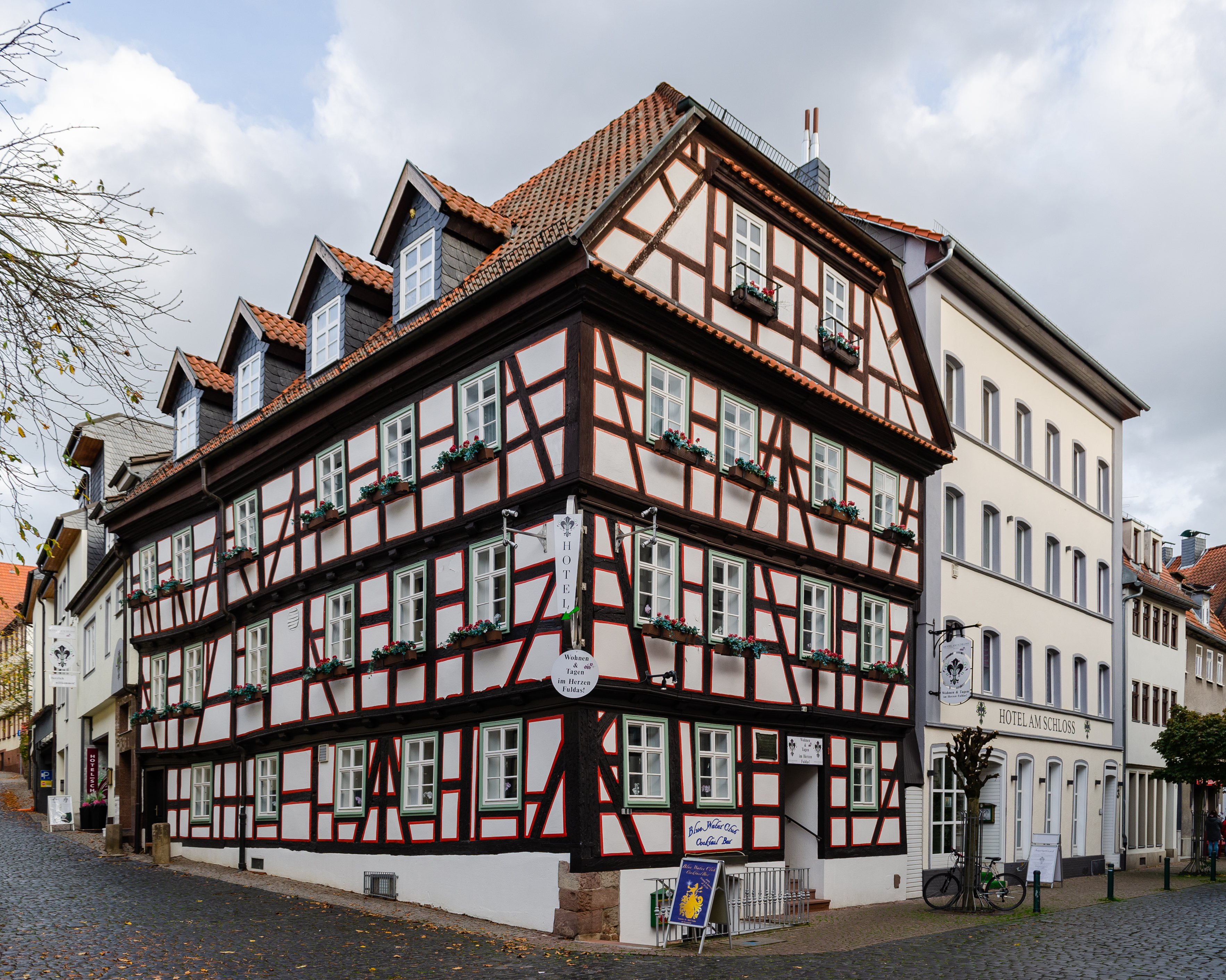
Local de nascimento de Karl Ferdinand Braun em Fulda

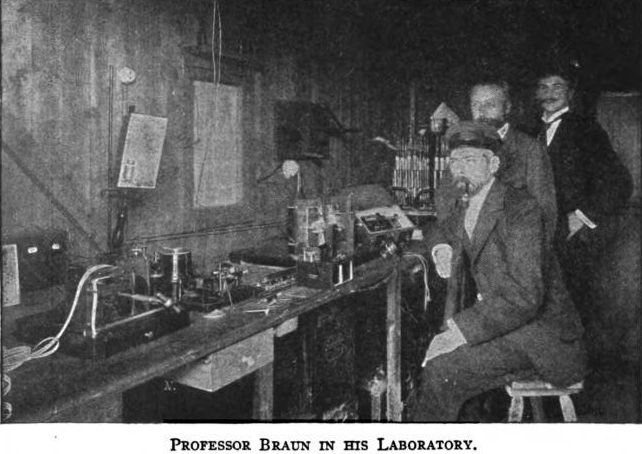
O telegrafista Köpsel, Braun e Jonathan Zenneck na estação telegráfica sem fio de Heligolândia, em 24 de setembro de 1900

Nos anos de 1890 e 1891 patenteou vários métodos para acionar o circuito de um relé a distância por meio de ondas eletromagnéticas. Em 1890 publicou um boletim sobre as suas investigações no campo da condutividade elétrica.
Compartilhou o Nobel de Física de 1909 com Guglielmo Marconi, pelo seu serviço no desenvolvimento da telegrafia sem fios. O seu equipamento sem fios utilizava circuitos ressonantes no transmissor e receptor, proporcionando sensível melhora no sistema original de Marconi.
Braun introduziu o uso do detector a cristal nos receptores. O seu trabalho em observar formas de ondas usando uma tela coberta de fósforo favoreceu o surgimento do tubo de raios catódicos, e posteriormente o tubo de televisão.

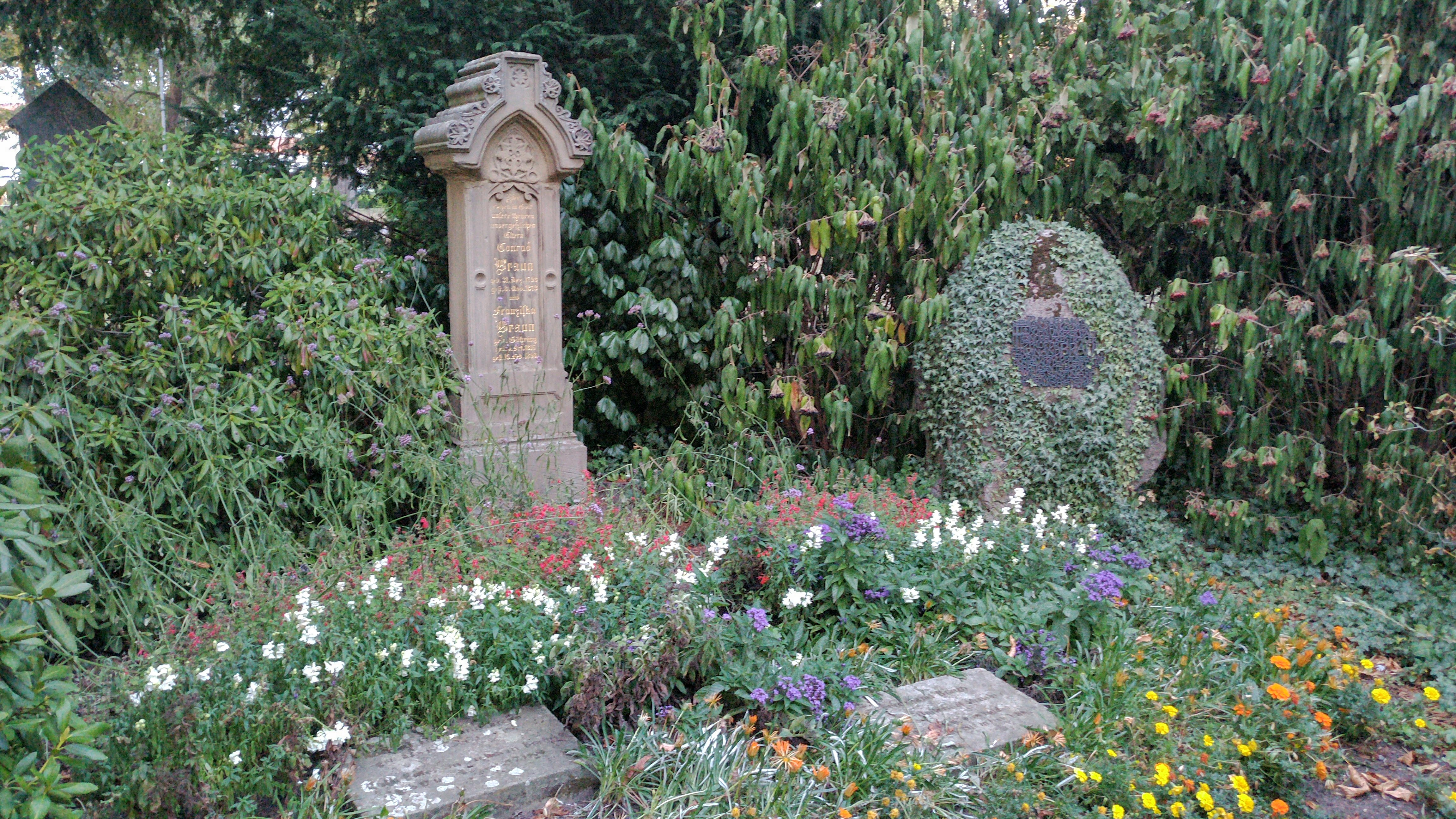
Sepultura de Karl Ferdinand Braun, Fulda

Seus restos mortais foram transferidos dos Estados Unidos para Fulda, onde estão desde 1921.

## Patentes
- Patente dos EUA - 0,750,429, Wireless Electric Transmission of Signals Over Surfaces
- Patente dos EUA - 0,763,345, Means for Tuning and Adjusting Electric Circuits